# Тадеуш Зелінський
Тадеуш Зелінський (пол. Tadeusz Zieliński, 2 лютого 1883, Варшава — 21 вересня 1925, там само) — польський архітектор, педагог.

## Біографія
Народився 2 лютого 1883 року у Варшаві. Там же 1901 року закінчив V гімназію. Здобував вищу освіту у Відні до 1905 року і у Львівській політехніці, де 1909 року отримав диплом. Був пов'язаний із групою «Młoda Sztuka». Служив у Легіонах польських. 1914 року переїхав до Варшави. 1916 року став одним із співорганізаторів і доцентом архітектурного факультету Варшавської політехніки. Багато років був головою кола архітекторів у Варшаві. Один із співзасновників часопису «Architektura i Budownictwo». Входив до складу журі конкурсу проєктів регуляції вулиці Вольської у Кракові (1914), проєктів будинку воєводства і сейму в Катовицях (1923). Входив до кола засновників, створеної 1920 року установи під назвою «I-sze Polskie Towarzystwo Kąpieli Morskich» з офісом у Варшаві. Товариство займалось купівлею та продажем землі на узбережжі Гдині, будівництвом та орендою санаторіїв, водних курортів. Серед збудованих ним споруд був зокрема готель «Cassubia» проєкту Зелінського. В архітектурній творчості звертався до бароко і польського класицизму. Помер 2 лютого 1883 у Варшаві. Архітектором був також його син Тадеуш Богдан (1914—1986).
Роботи у Варшаві
- Проєкт і керівництво спорудженням будинку судової медицини на вулиці Очкі (1923).[9]
- Проєкт і керівництво спорудженням креслярні Політехніки на вулиці Польній[9] (1923[2], за іншими даними 1924[10]).
- Будинок Головної школи сільського господарства (SGGW). Проєкт здобув перше місце на конкурсі  1923 року. Співавтори Максимільян Бистидзенський і Стефан Остерманн. Хімічний корпус тієї ж школи на вулиці Раковецькій (1925).[11] Керував спорудженням останнього.[9]
- Перебудова Дерматологічної клініки Варшавського університету на вулиці Кошиковій, 82 (1925).[10]
- Будинок інституту ім. Склодовської-Кюрі. 1925—1927 роки.[10] Завершений Зигмунтом Вуйцицьким.[8]
- Народний дім Польської шкільної матиці.[8]
- Дослідний інститут хімії.[8]
- Надбудова дому товариства залізничних книгарень «Ruch» на алеях Єрусалимських.[12]
- Загальна школа на вулиці Ельблонзькій в місцевості Повонзки (спільно з Максимільяном Бистидзенським).[12]
- Проєкт тимчасового головного залізничного вокзалу (спільно з Максимільяном Бистидзенським).[8]
- Перебудова і надбудова будинку страхової компанії на Алеях єрусалимських, 4.[13]
- Перебудова дому об'єднання цукрових промисловців на вулиці Мокотовській, 25 у Варшаві.[8]
- Власний дім на вулиці Гурношльонскій, 35.[8]

Роботи в інших населених пунктах
- Роботи при реставрації замку на Вавелі (1906).[8]
- Проєкт житлового однородинного будинку з можливістю здачі в оренду його частини. Із впорядкуванням оточення. Розрахований для виставки. Здобув перше місце на конкурсі Делегації архітекторів польських і Комітету виставки 1911 року. Проєкт дому з дешевими квартирами для 8 родин там же. Друга нагорода.[14] Макет першого з двох будинків експонувався на виставці.[15]
- Проєкт нового будинку Львівського університету на вулиці Грушевського. Виконаний спільно із Зигмунтом Гарляндом для конкурсу 1913 року. Опублікований у збірці, присвяченій конкурсу.[16]
- Комплекс із 60 корпусів лікувального закладу для душевно хворих у селі Кобежин під Краковом (нині дільниця Кракова), збудовані у 1908–1914 роках. Співавтори Владислав Клімчак і Антоній Будковський.[17] За іншими даними працював при спорудженні у 1917—1919 роках.[8]
- Перше місце на конкурсі 1916 року на проєкт регуляції Каліша. Співавтори Зигмунт Вуйцицький та Максимільян Бистидзенський.[18]
- Вілла «Marly» в Каменці-Поморському (Гдиня).[8]
- Тимчасовий готель «Cassubia» у Гдині.[8]
- Вілла доктора Кришталовича у Гдині.[19]
- Вілли на вулиці Серошевського у Гдині.[19]
- Житлові колонії для службовців у Вожучині і Страховіцах.[8]
- Робітнича колонія Міністерства сільського господарства в Рашині (спільно з Максимільяном Бистидзенським).[20]
- Гімназія у Скажиську.[12]
- Дитячий притулок у Зберську.[12]
- Загальна школа у Красніку (співавтор Максимільян Бистидзенський).[21]
- Проєкти регуляції дільниці Оксивє (Гдиня), дільниці Старомєйської і Повісля (Варшава). Усі спільно з Максимільяном Бистидзенським.[12]
- Проєкт будинку державної радомської залізниці в Любліні (спільно з Максимільяном Бистидзенським).[12]
- Конкурсний проєкт будинку ощадної каси в Бережанах (був відзначений).[12]
- Конкурсний проєкт каплиці на Підгалі.[12]
- Конкурсний проєкт маєтку в Неговичі, 1913 рік, перше місце. Журі відзначило мальовничий фасад, добре вирішений план із деякими зауваженнями, зокрема щодо підвалів, вдале розміщення сходової клітки і бічного під'їзду.[22] Проєкт не було реалізовано. Будинок споруджено у 1927—1928 роках за значно меншим проєктом Богдана Третера.[23]
- Керівництво спорудженням комплексу із семи будівель аграрної школи у Плоцьку (1920-ті).[24]
- Перебудова садиби у Стшалкові Радомщанського повіту.[19]